# Wydawnictwo NTSNP Ldina
Wydawnictwo NTSNP "Ldina" (ros. Издательствo НТСНП "Льдина") – konspiracyjny ośrodek wydawniczo-propagandowy Narodowego Związku Nowego Pokolenia pod koniec lat 30. XX wieku
Na pocz. 1938 r. w miasteczku Falkensee pod Berlinem z inicjatywy Biura Wykonawczego Narodowego Związku Nowego Pokolenia (NTSNP) została zorganizowana nielegalna baza wydawnicza pod kryptonimem "Ldina" ("Kra lodowa"). Mieściła się ona w niedużej prywatnej willi. Oprócz przywódców organizacji nikt z berlińskiego oddziału NTSNP nie wiedział o jej istnieniu. Kierownikiem "Ldiny" został Boris W. Prianisznikow. Pracował tam ponadto Aleksandr S. Kazancew. Po pewnym czasie przybył w charakterze grafika kolejny członek NTSNP Siergiej A. Ziezin. Dzięki współpracy z japońskim attaché wojskowym z ambasady w Berlinie, ppłk. Manaki, uzyskiwali oni sowieckie gazety i czasopisma, a także publikacje różnego rodzaju, na podstawie których starali się śledzić wydarzenia w Rosji Sowieckiej. Słuchali też audycji radiowych nadawanych przez Radio-Komintern i inne rozgłośnie radiowe. Na ich podstawie w "Ldinie" drukowano w ilości dziesiątków tysięcy materiały propagandowe o charakterze antysowieckim, które następnie przerzucano do ZSRR. Były to ulotki skierowane odrębnie do przedstawicieli robotników, chłopów, inteligencji i żołnierzy Armii Czerwonej. Każda z nich kończyła się zachętą do tworzenia zakonspirowanych grup (jaczejek). Materiały te trafiały do Polski, skąd różnymi sposobami były przerzucane na terytorium ZSRR przez członków miejscowego oddziału NTSNP na czele z Aleksandrem E. Wjurglerem. Ponadto członkowie "Ldiny" pisali artykuły do pisma NTSNP "Za Rossiju", stanowiące analizę sowieckiego życia polityczno-społecznego. Aleksandr S. Kazancew publikował też satyryczne felietony, wyśmiewające sowiecką rzeczywistość. Były one opatrywane karykaturami przywódców partyjnych ZSRR. Członkowie "Ldiny" prowadzili również odczyty dla części urzędników ambasady japońskiej i funkcjonariuszy wywiadu wojskowego. Jesienią 1939 r. został rozwiązany oddział NTSNP w III Rzeszy, co doprowadziło też do zamknięcia „Ldiny”. Boris W. Prianisznikow przeniósł się do Belgradu, gdzie objął funkcję zastępcy redaktora naczelnego pisma "Za Rossiju". W lipcu 1940 r. kierownictwo NTSNP skierowało go do Bukaresztu, aby stanął na czele odtworzonej tam zakonspirowanej bazy wydawniczej pod kryptonimem "Ldina-2". Działał tam już działacz NTSNP Gieorgij S. Okołowicz, który zajmował się organizowaniem przerzutów agentów organizacji przez granicę na tereny ZSRR (robił to samo w latach 1938–1939 w Polsce). "Ldina-2" funkcjonowała do wybuchu wojny Niemiec z ZSRR 22 czerwca 1941 r., a krótko potem została zlikwidowana.